# Эванс, Микки
Майкл Джеймс Эванс (англ. Michael James Evans; 1 января 1973, Плимут, Англия) — ирландский футболист английского происхождения, бизнесмен.

## Карьера

### «Плимут Аргайл»
Эванс присоединился к команде «Плимут Аргайл» в декабре 1987 года, будучи школьником. Он дебютировал в первой команде в декабре 1990 года в возрасте 17 лет и подписал свой первый профессиональный контракт в марте 1991 года. Он был частью «Плимута» Нила Уорнока, который выиграл путёвку во второй дивизион, выиграв на стадии плей-офф в 1996 году. После этого успеха, в марте 1997 года Эванса подписал Грэм Сунесс в «Саутгемптон» за 650 000 фунтов стерлингов.

### «Саутгемптон»
Сунесс подписал Эванса, чтобы добавить мощности нападению клуба, чтобы избежать вылета из премьер-лиги в сезоне 1996/97 года, поскольку «Саутгемптон» оказался в низу таблицы.